# Aclutti busch boosch bumpa Albertina
Aclutti busch boosch bumpa Albertina är en visa av Povel Ramel som framfördes första gången i Föreningen för flugighetens främjande (avsnitt "musikalisk radiostörning") i Sveriges radio 1946. Sången handlar om hur berättaren blir "fångad utav vildar" i Borneos djungel tillsammans med sin besvärliga hustru Albertina, som till slut hamnar i en kannibals gryta. Titeln anspelar på vad stammens hövding säger, som för varje refräng av låten får olika betydelser.